# Ugo Foscolo
Ugo Foscolo (n. 6 februarie 1778, Zakynthos, Peloponez, Grecia de Vest și Insulele Ionice⁠(d), Grecia – d. 10 septembrie 1827, Turnham Green⁠(d), Anglia, Regatul Unit al Marii Britanii și Irlandei), născut Niccolò Foscolo, a fost un poet și revoluționar italian.
Opera sa este însuflețită de dragostea pentru libertate, ura împotriva tiraniei și idealul unei republici italiene unite, expresie a neoclasicismului dar și a sensibilității noi, romantice.

## Opera
- 1797: Lui Bonaparte eliberatorul ("A Bonaparte liberatore")
- 1797: Tieste
- 1802: Ultimele scrisori ale lui Jacopo Ortis ("Le ultime lettere di Jacopo Ortis")
- 1807: Mormintele ("I sepolcri")
- 1811: Aiax ("Aiace")
- 1813: Riciarda
- 1823: Grațiile ("Le Grazie")
- 1824: Studii despre Petrarca ("Saggi sul Petrarca")
- 1826: Discurs asupra textului dantesc ("Discorso sul testo di Dante")